# Storia dello zoo
Storia dello zoo è un'opera teatrale del drammaturgo statunitense Edward Albee, debuttata a Berlino Ovest nel 1959.

## Trama
Peter e Jerry si incontrano su una panchina a Central Park. Peter è un editore ricco e influente, con una moglie, due figli, due gatti e due parrocchetti. Jerry è un uomo solo e sfiduciato, che desidera solo una conversazione significativa con un altro essere umano. Jerry disturba Peter con le sue riflessioni filosofiche e lo continua a importunare con storie sulle sue visite allo zoo.
Peter si stanca della conversazione e decide di andarsene. Jerry allora comincia a spingerlo giù dalla panchina, sfidandolo a lottare per il territorio. Visto che Peter non combatte, Jerry tira fuori un pugnale e lo mette in grembo all'uomo: Peter istintivamente afferra il coltello e Jerry si lancia contro la lama, rimanendo trafitto. Mentre sanguina a morte, Jerry finisce la sua storia. Si chiede se ha programmato tutto questo, inclusa la propria morte, e non riesce a trovare una risposta. Peter fugge e Jerry muore mormorando "Oh mio dio" con un tono sia supplichevole che sprezzante. 

## Produzioni
Scritto in meno di tre settimane nel 1958, Storia dello zoo è il primo dramma di Edward Albee. Dopo essere stato rifiutato dai produttori newyorchesi, la piece debuttò allo Schiller Theater di Berlino Ovest il 28 settembre 1959, con il titolo di Werkstatt. L'opera andava in scena in repertorio con la prima dell'L'ultimo nastro di Krapp di Samuel Beckett.
La prima americana ebbe luogo l'anno successivo, il 14 gennaio 1960, alla Provincetown Playhouse di New York. Anche a New York era in repertorio con L'ultimo nastro di Krapp, e rimase in scena per oltre un anno, fino al 21 maggio 1961. George Maharis interpreta Jerry e William Daniels era Peter; Peter Mark Richman rimpiazzò Maharis dopo solo due settimane di repliche. Storia dello zoo vinse l'Obie Award alla migliore opera teatrale nel 1960.
Nel 2004 Albee ha scritto Homelife come un primo atto di Storia dello zoo: le due opere, sotto forma di un singolo dramma in due atti, debuttò col titolo di Edward Albee's At Home at the Zoo all'Hartford Stage di Hartford. 
Nel 1970 Einaudi pubblicò Storia dello zoo in una collezione di opere di Albee che comprendeva La morte di Bessie Smith, La sabbiera, Il sogno americano, Chi ha paura di Virginia Woolf?, Piccola Alice e Un equilibrio delicato.